# Johann Wilhelm Bickell
Johann Wilhelm Bickell (* 2. November 1799 in Marburg; † 23. Februar 1848 in Kassel) war ein deutscher Kirchenrechtler, Richter und kurhessischer Justizminister.

## Familie
Johann Wilhelm Bickell wurde als Sohn des Oberförsters Alexander Bickell (1752–1810) und der Maria Bickell, geb. Oeste (1765–1843), geboren. 1826 heiratete er in Marburg Maria Magdalena Caroline Kaup. Ihr Sohn Gustav Bickell war Professor für Semitistik an den Universitäten in Innsbruck und Wien.

## Berufliche Laufbahn
Nachdem Bickell am Marburger Pädagogium vorgebildet wurde, studierte er an den Universitäten Marburg (ab 1815) und Göttingen (ab 1818) Rechtswissenschaften und erhielt an erstgenannter 1820 den Grad eines juristischen Doktors und eine Anstellung als Privatdozent. Ab 1822 war er außerordentlicher sowie ab 1826 ordentlicher Professor der Rechte. Im Jahr 1826 führte ihn eine Forschungsreise durch Wien, München sowie Paris und 1830 eine erneute Forschungsreise wieder nach Paris. Ab 1832 war er auch als Oberappellationsgerichtsrat in Kassel tätig und bekleidete ab 1841 das Amt des Direktors des Obergerichts für die Provinz Oberhessen in Marburg. 1845 stieg er zum Vizepräsidenten des Kasseler Oberappellationsgerichts auf, und 1846 wurde er sowohl Staatsrat als auch Vorstand des kurhessischen Justizministeriums. Am 23. Februar 1848 verstarb Bickell in Kassel.
Bickell veröffentlichte mehrere Abhandlungen zum Zivil- und zum Kirchenrecht. Er war Herausgeber der Zeitschrift für Recht und Gesetzgebung in Kurhessen. 1833 war er Mitgründer des Evangelischen Missionsvereins. Er pflegte Freundschaften mit dem Marburger Theologen Hermann Hupfeld und dem konservativen kurhessischen Minister Ludwig Hassenpflug.

## Veröffentlichungen (Auswahl)
- Ueber die Entstehung und den heutigen Gebrauch der beiden Extravagantensammlungen des Corpus jur. canonici, Marburg 1825.
- De paleis quae in Gratiani decreto inveniuntur disquisitio hist.-critica, Marburg 1827.
- Ueber die Reform der protestantischen Kirchenverfassung in besonderer Beziehung auf Kurhessen, Marburg 1831.
- Ueber die Verpflichtung der evangelischen Geistlichen auf die symbolischen Schriften mit besonderer Beziehung auf das kurhessische Kirchenrecht, Kassel 1839.
- Geschichte des Kirchenrechts, nur Band 1 erschienen (in 2 Lieferungen), Gießen 1843/1849 (Digitalisat: Lieferung 1, Lieferung 2).